# Kolibřík černobradý
Kolibřík černobradý (Archilochus alexandri) je malý druh kolibříka obývající širokou škálu biotopů. Je tažný a odlétá zimovat na jih až do Mexika.

## Popis
Kolibřík černobradý měří 8,25 cm. Dospělí ptáci jsou svrchu leskle zelení a naspodu bílí se zeleným skvrněním. Jejich zobák je dlouhý, rovný a velmi štíhlý. Dospělý samec má černé tváře a bradu, leskle fialové hrdlo a tmavý vidličnatý ocas. Samice má tmavý okrouhlý ocas s bílou špičkou a nemá hrdelní skvrnu. Je podobná samici kolibříka rubínohrdlého.

## Rozšíření
Tento druh je rozšířen na většině západních Států na sever až do kanadských provincií Alberty a Britské Kolumbie, na východ do Oklahomy a na jih do Mexika.
Vyskytují se na horách, v lesnatých oblastech, sadech, loukách, křovinatých oblastech. Jejich hnízdním biotopem jsou otevřené polopouštní oblasti, obyčejně v blízkosti vody na západě Spojených států, na severu Mexika a na jihu Britské Kolumbie.

## Ekologie

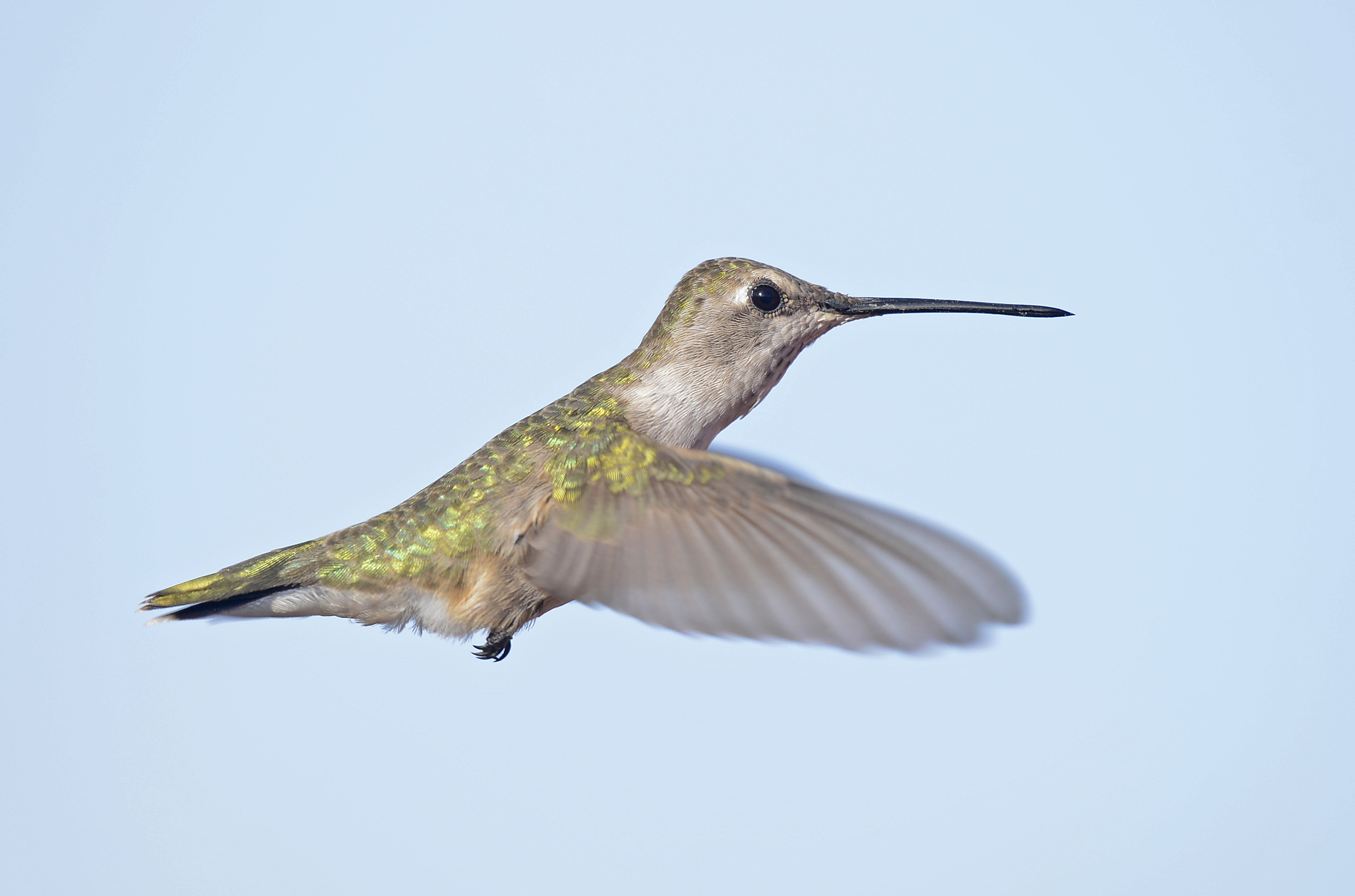
Dospělá samice v letu

Živí se nektarem z květů rostlin a hmyzem chytaným za letu. Při přeletech mezi květy přenáší pyl a napomáhá opylení rostlin.
Samice buduje dobře zamaskované hnízdo na chráněném místě na keři či stromě a používá rostlinná vlákna, pavučiny, prachové peří a lišejníky. Nejraději hnízdí 1,8 až 3,7 m nad zemí, obyčejně na spodní horizontální větvi pod korunou dřeviny. Výzkumy potvrdily, že často hnízdí v blízkosti obsazených hnízd velkých dravců, aby snížili riziko predace. Kolibříci jsou pro velké dravce neatraktivní, ti naopak loví ty druhy živočichů, kteří by mohli ohrozit hnízda kolibříků. Samice klade 2 vejce a mláďata se líhnou za 12 až 16 dní.